# Давалос, Серафина
Серафина Давалос Альфонс (исп. Serafina Dávalos Alfonze, 9 сентября 1877, Коронель-Овьедо — 27 февраля 1957) — первая женщина-юрист в Парагвае и первая известная феминистка страны.

## Ранние годы
Она родилась в парагвайском городе Ахос (ныне Коронель-Овьедо). Её родителями были Гаспар Давалос и Тереза Альфонс.

## Карьера
Она окончила юридический факультет Национального университета Асунсьона (став его первой женщиной-выпускницей) в 1907 году, защитив диссертацию «Гуманизм и феминизм», в которой ставила под сомнение подчинение женщин, выступала за образование женщин и улучшение положения женщин в браке, и вызвала многочисленные споры. Вместе с Вирджинией Корвалан и другими она основала Феминистское движение за Асунсьон (в 1919 году), Парагвайский феминистский центр, Женский союз Парагвая и Парагвайскую лигу за права женщин. В 1904 году она и двадцать других женщин основали Комитет женщин за мир.
Она получила диплом преподавателя в Нормальной школе для женщин-учителей в 1898 году, получила степень бакалавра в Национальном колледже в 1902 году и работала профессором в Национальном колледже столицы, начиная с 1904 года; в 1905 году она основала (возможно, вместе с другими) Торговую школу для девочек (бизнес-школу). На первом Международном феминистском конгрессе в 1910 году в Аргентине Давалос была официальным делегатом Парагвая и была назначена членом исполнительного комитета Панамериканской федерации женщин. Позже она была избрана почётным президентом Национального совета женщин Парагвая.
В 1936 году она была консулом Парагвайского женского союза (UFP). В 1952 году она участвовала в Парагвайской лиге за права женщин.

## Личная жизнь
Она никогда не была замужем и жила со «своей постоянной спутницей Гонорией Баллиран», как упоминал в 1959 году доктор Игнасио Амадо Берино, генеральный секретарь Национального университета Асунсьона, в своей лекции о «Серафине Давалос, предшественнице феминизма в Парагвае», опубликованной в газете «El Feminista» и воспроизведённой в качестве приложения к исследованию «Серафина Давалос: гуманизм», проведённому Центром документации и исследований и RP Ediciones.

## Память
В 1998 году, спустя много времени после её смерти, она стала первой женщиной, появившейся на почтовой марке Парагвая, когда Главное почтовое управление Парагвая выпустило марки с надписью «Первая женщина-юрист и феминистка Парагвая (1883–1957)». В её честь также названа улица в административном центре Коронель-Овьедо, города, где она родилась.